# Leucostegia truncata
Leucostegia truncata är en ormbunkeart som först beskrevs av David Don, och fick sitt nu gällande namn av Fraser-jenk. Leucostegia truncata ingår i släktet Leucostegia och familjen Hypodematiaceae. Inga underarter finns listade.